# Sąd Ozyrysa (humoreska)
Sąd Ozyrysa. Przełożył z egipskiego papirusu Henryk Sienkiewicz – humoreska satyryczna Henryka Sienkiewicza z 1908 roku, mająca postać narracyjnej bajki dla dorosłych.

## Treść
W parodii mitologicznego sądu Ozyrysa w zaświatach pisarz humorystycznie opisuje sąd nad duszą faraońskiego ministra Psunabudesa, o którą równocześnie ubiegają się Głupota i Niegodziwość. Wobec przekonujących argumentów obydwu, niezdecydowany Ozyrys powołuje dodatkowo Mądrość jako rozjemcę dla streszczenia najistotniejszych  w tej sprawie faktów z życia osądzanego biurokraty. Kiedy i to nie przynosi oczekiwanego skutku, bóstwo w rozterce ogłasza wyrok: przywraca zmarłemu życie i kopnięciem wysyła go na ziemię, ażeby był „do końca świata ministrem faraonów i rozmaitych ludów”, i nadal odgrywał swą podłą rolę, z założeniem, że „gdy spełnią się wieki, musi się w końcu pokazać, czy jesteś większym łotrem, czy osłem”.

## Tło i przekaz
Poza wymową satyryczną utwór miał charakter alegoryczny, z krytycznym odniesieniem do aktualnych stosunków panujących w carskiej Rosji. Pod prześmiewczym mianem faraońskiego ministra pisarz ukazał znanego ówcześnie polityka Konstantina Pobiedonoscewa z jego niegodziwościami i nadużyciami władzy. Jako zagorzały konserwatysta i przeciwnik demokratyzacji ustroju, Pobiedonoscew był zwolennikiem samowładztwa oraz unifikacji społeczeństwa imperium na gruncie wyłącznie rosyjskiej kultury. Zmuszony do ustąpienia dopiero przez rewolucję 1905 roku, przez ćwierć wieku wywierał przemożny wpływ na wewnętrzną politykę caratu, z wszelkimi niekorzystnymi skutkami dla Polaków.
Zawarte we wstępie wzmianki datujące fabułę opowiadania, z wymienieniem faraona „Tutmesa” (Totmesa) i odniesieniem do najazdu „Hysków” (Hyksosów), zostały celowo wprowadzone przez autora dla zmylenia carskiej cenzury.

## Forma
Dla sztucznego podkreślenia cech historycznej wiarygodności autor nadał utworowi modną wówczas w literaturze postać stylizowanej opowieści pochodzącej rzekomo z odnalezionego papirusu. W przekazie dla masowego odbiorcy zręcznie wykorzystał popularną w okresie pozytywizmu formę humoreski. W treść wplótł wiele zabawnych akcentów: komiczne  jest już samo imię ministra, towarzyszą temu humorystyczne określenia samego Ozyrysa (Wszechtreściwy, Wszechkulisty itp.), dowcipne „staroegipskie” zaklęcia („niech mnie ibis kopnie”, „na święty ogon Apisa”) czy porównania („mniej rozumu niż go posiada pęcherz wielbłąda”).

## Publikacje
Utwór publikowany po raz pierwszy w 1908 r. w warszawskim „Tygodniku Illustrowanym” (nr 2). W marcu tego roku na łamach „Esperantysty Polskiego” ukazał się przekład utworu na esperanto autorstwa Antoniego Grabowskiego pt. La juĝo de Oziris. Esperanckie tłumaczenie wydano w 1908 r. także w formie broszury (opublikowanej przez Jana Günthera).
Pierwsza powojenna edycja została wydana przez Ludową Spółdzielnię Wydawniczą w 1967 roku; następne wydania i dodruki oparte są na tej edycji.